# Паттада
Паттада (італ. Pattada, сард. Patada) — муніципалітет в Італії, у регіоні Сардинія, провінція Сассарі.
Паттада розташована на відстані близько 320 км на південний захід від Рима, 155 км на північ від Кальярі, 50 км на схід від Сассарі.
Населення — 3156 осіб (2014).

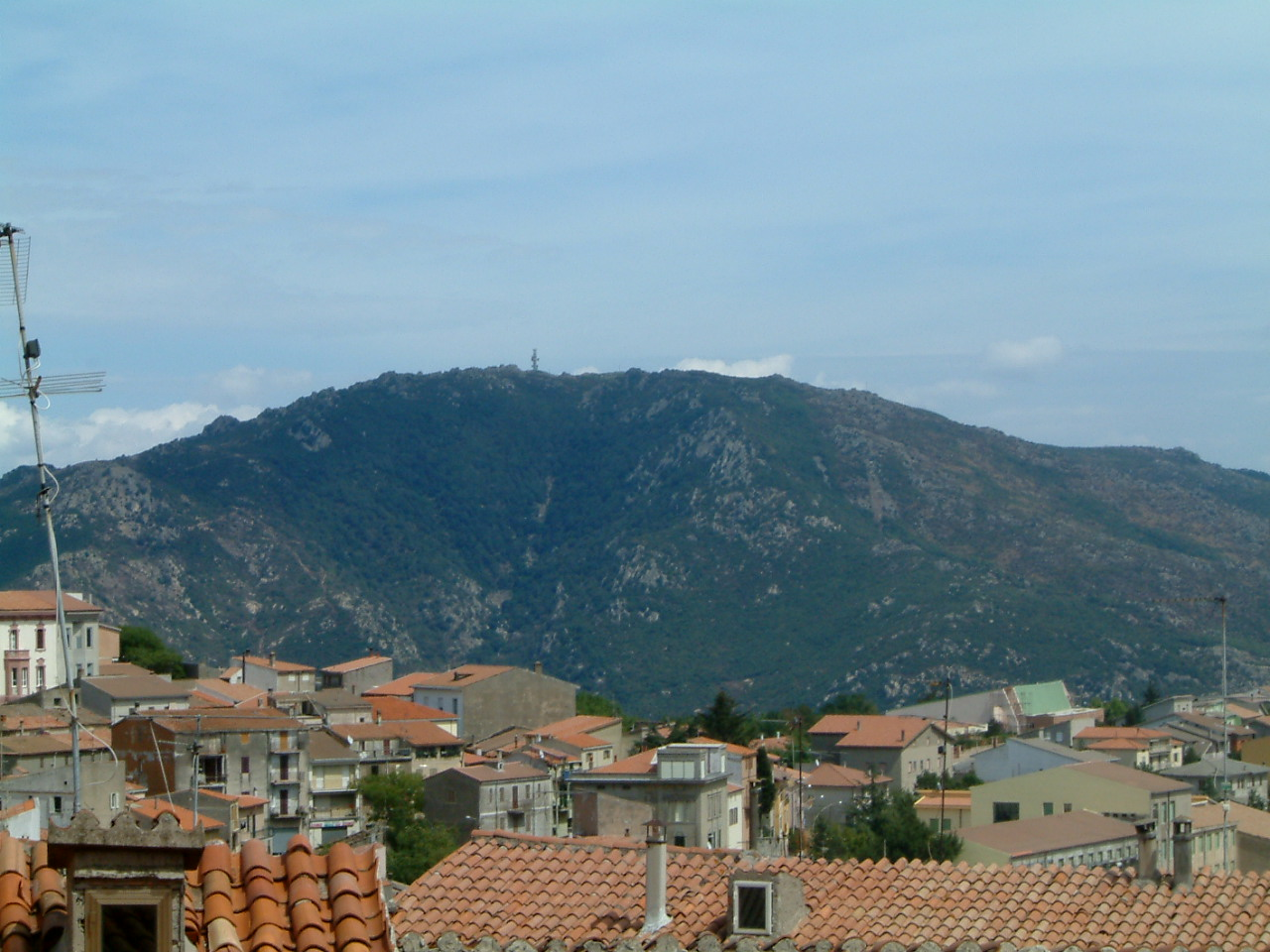

Щорічний фестиваль відбувається 29 серпня. Покровитель — Santa Sabina.

## Демографія
Населення за роками:

Станом на 1 січня 2023 року в муніципалітеті офіційно проживали 24 іноземці з 9 країн, серед них 7 громадян країн Євросоюзу.

## Сусідні муніципалітети
- Бенетутті
- Буддузо
- Бультеї
- Нугеду-Сан-Ніколо
- Нуле
- Оскірі
- Озідда
- Оцієрі